# Region Mittleres Ruhrgebiet
Die Region Mittleres Ruhrgebiet ist ein Interessenverbund der Städte Bochum, Hattingen, Herne, Witten und des Kreises Ennepe-Ruhr. Der Zusammenschluss erfolgte 1993.
Gemeinsam sollen in den Bereichen Arbeitsmarktfragen, Kultur- und Medienwirtschaft, Technologiezentrenverbund, Frauenförderung, Einzelhandels- und Zentrenentwicklung und regionales Marketing Konzepte entwickelt und verwirklicht werden.